# Roger Bernat III de Foix
Roger Bernat III de Foix i II de Castellbò (? - 1302) fou comte de Foix i vescomte de Castellbò (1265-1302) i vescomte de Bearn (1290-1302).

## Orígens familiars
Fou el fill i successor del comte Roger IV de Foix i la seva esposa Brunissenda de Cardona.

## Núpcies i descendents
Es va casar el 1252 amb la vescomtessa Margarida de Bearn, hereva de Bearn i de la baronia de Montcada i la senyoria de Castellvell. D'aquesta unió nasqueren:
- l'infant Gastó I de Foix (?-1315), comte de Foix i Bigorra
- la infanta Constança de Foix (?-1332), casada amb Joan I de Levis, senyor de Mirepoix
- la infanta Mata de Foix (?-1294), casada amb Bernat IV d'Astarac
- la infanta Margarida de Foix (?-1304), casada amb Bernat IV d'Illa Jordà
- la infanta Brunissenda de Foix (?-1339), casada amb el comte de Perigord Elies VII de Talerand

Tingué un fill il·legítim
- Arnau de Foix (?-1350), bisbe de Pàmies

## Ascens al tron
Poc després d'arribar al govern el 1265 va participar en les lluites successòries al comtat d'Urgell al costat dels Cardona i contra els Montcada (la família de la seva dona) que tenia el suport del rei Jaume I el Conqueridor però el 1269 es va signar la pau i el vescomtat de Castellbò li fou reconegut tot i el perill d'expropiació per les acusacions que s'havien presentat d'heretgia contra l'antic vescomte Arnau I, el besavi de Roger Bernat, i contra la vescomtessa Ermessenda de Castellbò, la seva àvia.
Posteriorment el comte Roger Bernat III va establir una aliança amb Guerau V d'Armanyac contra el senyor de Sompui, que va demanar ajut al rei Felip III de França. El rei va citar el comte a la seva presència i no s'hi va presentar. El 1271 el rei va enviar contra el comte a Eustaqui de Beaumarchais, el senescal de Tolosa. Assetjat al castell de Foix, el rei va presentar-se amb un exèrcit. Jaume I el Conqueridor va intentar negociar la pau però el juny de 1272 Roger Bernat III no va acceptar les condicions i finalment es va haver de rendir el dia 5 de juny del mateix any i fou empresonat a Carcassona. El rei francès va ocupar el comtat excepte els castells de l'alt Arieja que el rei català va rebutjar entregar, tot i que finalment ho feu el 8 de febrer de 1273. Un any i mig després fou alliberat i va prestar homenatge al rei de França que el 1275 li va retornar part dels seus antics béns; després d'això fou un vassall fidel del rei. El 1274 fou l'ànima de la primera revolta dels nobles a Catalunya.
El 1276 va envair Navarra en suport del partit francès en les lluites successòries i va ocupar Pamplona que fou saquejada i en recompensa el rei li va retornar la resta dels seus antics dominis al sud del Pas de la Barra. Roger Bernat III de Foix va seguir negociant el vell litigi d'Andorra i finalment es va establir el pariatge del 8 de setembre del 1278 amb el bisbe Pere d'Urtx, que va establir la consenyoria entre el bisbe i el comte.
El 1280 Roger Bernat tornà a revoltar-se a Catalunya, gràcies a la seva posició com a baró pel vescomtat de Castellbò, però els catalans de Pere el Gran van aconseguir capturar el comte al castell de Balaguer el 22 de juliol de 1280 i fou empresonat i llavors va ser el rei francès que va intentar el seu alliberament al mateix temps que garantia la seguretat al comtat.
El 1282 després de les Vespres Sicilianes el Papa va excomunicar al comte-rei Pere i va declarar el regne vacant i la corona oferta al rei de França. El comte-rei llavors va alliberar Roger Bernat III a canvi de la renúncia al vescomtat de Castellbò el 1283, renúncia que després, una vegada alliberat, va rebutjar per haver estat obtinguda per la força per un excomunicat i es va unir a les forces del rei de França en la Croada contra la Corona d'Aragó, participant en l'apaivagament de la Revolta de Perpinyà, la conquesta d'Elna el 25 de maig de 1285 i el setge de Girona, on va entrar el 7 de setembre del mateix any, i va participar en les negociacions politiques tenint com a company negociador a Ramon Roger germà del comte de Pallars Sobirà i com a oponent a Ramon Folc, vescomte de Cardona, amb qui estava emparentat. Però una derrota de la flota a la batalla naval de les Formigues i la pesta que va afectar les forces franceses, van provocar una ràpida retirada. El rei Felip III de França va morir a Perpinyà el 5 d'octubre de 1285, però Pere II va morir poc després l'11 de novembre també del mateix any.
Roger Bernat va participar en un intercanvi de cobles trobadoresques arran dels fets de 1285. Els trobadors Bernart d'Auriac, el rei Pere, Pere Salvatge, el comte de Foix i un darrer anònim intercanviaren una sèrie de cobles de contingut polític. Com a trobador, el comte de Foix té assignat un número en la bibliografia de Pillet i Carstens, el número PC 182.
El 1290 la seva dona va heretar el vescomtat de Bearn. El mateix 1290 els senescal de Carcassona i Tolosa van voler restablir algunes funcions reials abandonades des feia temps al comtat (taxes i justícia principalment) i es van produir abusos i com que el comte s'hi va oposar li foren confiscats dos castells; però la bona entesa amb el rei de França va continuar i el 1293 els senescals reberen l'ordre de parar els abusos, i el 1295 fou nomenat governador de Gascunya i li foren tornats els dos castells expropiats anteriorment. El 1293 el comte Guerau V d'Armanyac, casat amb Mata, germana de Margarida de Bearn, va reclamar la successió al Bearn i va iniciar-se una llarga guerra de 75 anys. Guillema, altra germana de Margarida, va cedir l'abril del 1300 els seus drets al rei català Jaume el Just. Quan el comte anava a combatre contra el catalans, al passar el coll de Portè, va morir a Tarascó el 3 de març del 1302 i fou enterrat a l'abadia de Bolbona.
El comte va tenir un litigi amb el Bisbe de Pàmies Bernat Saisset. Aquest va denunciar al rei Felip IV de França que el comte era el cap d'una conjura llenguadociana preparada a Tolosa per rebel·lar el país i proclamar-ne rei a Roger Bernat. L'acusació es va demostrar falsa i el bisbe va provocar un incident diplomàtic entre França i el Papa, i va ser l'origen del Gal·licanisme. També va donar suport a son cunyat Arnau I d'Espanha vescomte de Coserans, en les seves pretensions al comtat de Pallars.